# 올라 에이나
테미타요 올루피사요 올라올루와 에이나 MON(영어: Temitayo Olufisayo Olaoluwa Aina MON, 1996년 10월 8일~)는 잉글랜드 출신 나이지리아의 축구 선수로 포지션은 풀백이다. 현재 프리미어리그의 노팅엄 포리스트 FC와 나이지리아 축구 국가대표팀에서 활동하고 있다. 대한민국에서는 성 'Aina'를 로마자 그대로 읽은 올라 아이나로도 알려져 있다.

## 구단 경력

### 첼시
올라 에이나는 2012-13년 시즌에 첼시 U-11 선수단과 함께 유소년 팀 데뷔 전을 치렀고, FA 유스컵 준결승전과 결승전 두 경기에 모두 선발 출전했다. 유소년 팀에서 그는 또한 첼시 U-18, U-19, 그리고 U-21 팀을 대표했다. 2014년 7월 19일, 토드 케인의 부상 이후, 에이나는 AFC 윔블던과의 프리시즌 친선경기에서 1군 데뷔전을 치렀다. 에이나는 경기에 선발로 출전했고, 하프타임에 브라니슬라브 이바노비치와 교체되어 첼시가 3-2로 이겼다.
2015-16년 시즌을 앞두고, 그는 프리시즌 투어에 포함되어 인터내셔널 챔피언스컵에서 3경기를 뛰었다. 조제 무리뉴 첼시 감독에게 깊은 인상을 남긴 에이나는 이번 시즌의 1군 선수단에 포함되었다. 비록 그는 시즌 전체를 1군 선수들과 함께 훈련하며 보냈지만, 그는 21세 이하와 19세 이하 팀에서 자신의 역할을 이어갔다. 2015년 9월 23일, 에이나는 리그컵 4라운드에서 월솔을 상대로 경기 당일 선수단에 포함되었지만, 그는 교체 선수였다.
1군 기회가 부족하여, 에이나는 시즌 종료 후 현재 계약이 종료되었음에도 불구하고 새로운 계약을 거절하였다.

### 토리노
2018년 8월 14일, 에이나는 첼시와 3년 계약을 체결한 후 토리노로 한 시즌 임대되었다. 그는 0-1로 패한 로마와의 토리노 개막전에서 25분 만에 부상을 당한 동료 수비수 로렌초 데 실베스트리와 교체되어 세리에 A 데뷔전을 치렀다. 2019년 2월 2일 우디네세와의 경기에서 토리노에서의 첫 골을 기록했다. 에이나는 세리에 A 7위를 차지한 일 토리노의 강력한 시즌에 30경기에 출전했다.
2019년 6월 11일 토리노는 에이나가 첼시로부터 9백만 파운드의 이적료로 영구 이적할 수 있는 선택권을 발동시켰다.  그는 토리노에서의 두 번째 시즌 동안 다시 주전으로 활약하며 모든 대회에 37번 출전하였다.

### 노팅엄 포리스트
2023년 7월 22일, 에이나는 토리노에서 방출된 후 프리미어리그의 노팅엄 포리스트에 입단하기 위해 1년 계약을 마쳤다. 그는 8월 12일 프리미어리그의 아스널과의 경기에서 2-1로 패한 경기에서 클럽 데뷔전을 치렀다.
2024년 5월 21일, 구단은 에이나와 1년 연장 계약을 맺었다고 발표했다.

## 국가대표팀 경력

### 잉글랜드 청소년 국가대표팀
에이나는 잉글랜드 U-16, U-17, U-18, U-19, 그리고 잉글랜드 U-20 대표로 출전했다.

### 나이지리아

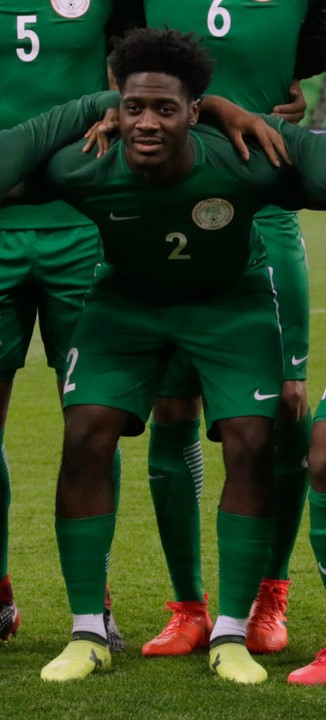
2017년의 에이나

2017년 3월 28일, 에이나는 나이지리아 축구 연맹 회장 아마주 피니크와 논의한 후 아스널의 추바 아크폼과 함께 사진을 찍었다. 2017년 5월, 에이나는 나이지리아에 국제적인 미래를 약속했고 잉글랜드에서 나이지리아로 전환하기 위한 준비로 나이지리아 여권을 취득했다. 같은 달, 그는 나이지리아를 위해 처음으로 소집되었다.
2018년 5월, 그는 러시아에서 열린 2018년 FIFA 월드컵을 위한 나이지리아의 예비 30인 선수단에 이름을 올렸다. 그러나 그는 최종 23명에 들지 못했다. 그는 나중에 선수단에 다시 차출되어 이집트에서 열린 2019년 아프리카 네이션스컵에 참가할 팀의 예선전에서 주요한 역할을 했다. 그는 토너먼트 데뷔전인 부룬디와 첫 경기를 치렀고, 경기의 유일한 골을 도왔다.
2021년 12월 25일, 그는 어거스틴 에구아보엔 감독에 의해 28인 나이지리아 선수단의 일원으로 2021년 아프리카 네이션스컵에 최종 명단에 올랐다.

## 사생활
올라에게는 풀럼 아카데미에서 활동한 적 있는 조던 에이나(영어: Jordan Aina)이라는 동생이 있다.

## 수상
첼시
- 프리미어리그: 2016-17

첼시 유스
- 바클레이즈 U-21 프리미어리그: 2013–14
- FA 유스컵: 2013–14, 2014–15
- UEFA 유스리그: 2014–15, 2015–16

나이지리아
- 아프리카 네이션스컵 : 준우승 (2023)[25]